# Кулчу-Маре
Кулчу-Маре (рум. Culciu Mare) — село у повіті Сату-Маре в Румунії. Адміністративний центр комуни Кулчу.
Село розташоване на відстані 436 км на північний захід від Бухареста, 13 км на схід від Сату-Маре, 116 км на північ від Клуж-Напоки.

## Населення
За даними перепису населення 2002 року у селі проживали 775 осіб.
Національний склад населення села:
| Національність | Кількість осіб | Відсоток |
| -------------- | -------------- | -------- |
| румуни         | 448            | 57,8%    |
| угорці         | 287            | 37,0%    |
| цигани         | 39             | 5,0%     |

Рідною мовою назвали:
| Мова      | Кількість осіб | Відсоток |
| --------- | -------------- | -------- |
| румунська | 452            | 58,3%    |
| угорська  | 323            | 41,7%    |